# 몽키 D. 루피
본 문서의 이해를 돕기 위한 비자유 그림이 있습니다. 
링크의 파일을 직접 올려 주세요
몽키 D. 루피(Monkey D. Luffy, モンキー D. ルフィ)는 일본의 만화 및 애니메이션 원피스(ONE PiECE)에 등장하는 인물이다. 영어로 KiNG OF PiRATE 즉 해적왕이라는 꿈을 가지고 있으며, 현상금은 30억 베리이다. 총 현상금 88억 1,600만 1,000베리의 밀짚모자 해적단을 이끄는 선장이다. 성우는 일본에서 타나카 마유미가, 한국에서는 강수진이 맡고 있다.
가족 중 아버지는 혁명군 리더 몽키 D. 드래곤, 할아버지는 해군 중장 몽키 D. 가프, 의붓형은 흰 수염 해적단 2번대 대장 故 포트거스 D. 에이스와 혁명군 no. 2 참모총장 사보이다. 어머니에 관해서는 밝혀진 게 없다.

## 외모
1. 머리에는 샹크스가 맡긴 밀짚모자를 쓰고 있다.
2. 머리는 밀짚모자로 인해 더벅해진 짧은 검정머리이다.
3. 몸매는 조금 마른편이고, 엄청난 대식가이지만, 살은 찌지 않는다.[9]
4. 아카이누 사카츠키의 공격으로 가슴에 X자 흉터가 생겼다.
5. 옷이 바뀐다. (2년 후)
6. 기어 세컨드를 시전 시 몸이 붉게 변한다.
7. 기어 서드를 시전 이후엔 사용한 시간만큼 일시적으로 신체가 수축한다. (2년 후엔 수련해 작아지지 않는다)
8. 기어 포스를 사용하면 키가 4m 이상로 커지며 눈매가 사나워지고 팔다리에 무장색 패기를 둘러 몸이 검게 변하며(애니 기준 검붉은색) 날개옷 증기가 생겨난다.
9. 환수종 능력 니카(기어5)를 사용하면 머리가 불 모양이 되고 날개옷도 불꽃으로 변한다. 사용 후 급격한 체력 소진으로 인해 일시적 노화현상이 나타난다.

## 능력
신체가 고무의 특성을 띄게 되는 고무고무 열매를 먹은 루피, 그 열매의 힘으로 신체 부위를 늘리거나 부풀려 그 반동을 이용해 전투에 응용하며, 고무이기 때문에 물리적인 타격 공격(펀치, 킥, 관절 꺾기, 조이기, 철퇴나 몽둥이같은 둔기류의 무기)이나 총기류와 대포류 공격은 전혀 통하지 않으며(무장색 패기를 두른 총알이나 포탄 제외) 고무와 같이 전기에 데미지를 받지 않는다. 단 늘어난 신체에 빈틈이 있거나, 검, 창, 도끼, 화살, 가시가 달린 무기같은 예리하고 날카로운 무기와 불 공격에는 데미지를 입는다(레일리와의 수련으로 무장색의 패기를 익혀 일부 칼도 튕기기가 가능하다). 그러나 기어 시리즈들을 이용해 이 단점들을 극복할 수 있다. 그리고 레일리로부터 2년 동안 수련을 받아 견문색, 무장색, 패왕색의 패기를 자유자재로 쓸 수 있게 되었다. 와노쿠니에서 표할아범에게 수련을 받고 기어를 각성할 수 있게 되었다.

## 기술

### 보통 상태
- 고무고무 피스톨

팔을 길게 앞으로 뻗어 펀치를 날리는 기술 중 하나이며, 위력을 증강시키기 위해 팔을 뒤로 길게 늘렸다가 반동을 이용해 앞으로 내지르는 경우도 있다.
- 고무고무 로켓

팔을 길게 뻗어 고정된 물체를 잡은 후 몸을 날려 고공비행하는 기술. 주로 높은 곳에 올라갈 때나 많은 적을 날려버릴 때 쓰인다. 하지만 방향 전환은 불가능.
- 고무고무 채찍

다리를 길게 늘린 후 채찍처럼 휘둘러 공격하는 기술.
- 고무고무 낫

다리를 길게 늘린 후 낫처럼 휘둘러 공격하는 기술(고무고무 채찍과는 타격을 가하는 다리의 위치가 다르다).
- 고무고무 망치

두 팔을 꽈배기처럼 꼬면서 적을 붙잡은 다음, 강하게 회전시키면서 내팽개치는 기술.
- 고무고무 풍선

숨을 깊게 들이쉬어 몸을 거대 풍선처럼 부풀린 뒤, 대포나 총탄 같은 것들을 튕겨내는 방어 기술. 공중에서 낙하할 때 충격을 완화하는 용도로도 쓰인다.
- 고무고무 바주카

두 팔을 등 뒤로 아주 길게 늘렸다가 다시 앞으로 뻗어 적에게 엄청난 타격을 가하는 기술.기어 시리즈가 나오기 전에 많은 결정타를 했다
- 고무고무 개틀링(총난타)

팔이 늘어났다가 수축하는 반동을 이용해서 고무고무 피스톨(총)을 연속으로 난사하는 기술.
- 고무고무 창

두 다리를 앞으로 모은 상태에서 적을 향해 길게 뻗어 공격하는 기술. 팔보다 긴 다리의 힘을 한 곳에서 집중시키는 것이기 때문에 높은 파괴력을 발휘할 수 있다.
- 고무고무 종

두 손으로 적을 붙잡고 머리를 뒤로 길게 늘린 후, 다시 앞으로 뻗어 상대방의 머리를 가격하는 기술. 단단한 머리의 장점을 이용한 기술이다.
- 고무고무 도끼(엑스)

다리를 하늘 높이 뻗었다가 땅으로 내리찍는 기술. 이 기술로 거대 군함 1척이나 작은 건물 1채쯤은 순식간에 두 동강낼 수 있다.
- 고무고무 바람개비

두 다리를 땅에 박아 고정시키고 몸을 꽈배기처럼 꼰 다음, 적을 붙잡고 풍차처럼 돌리면서 날려버리는 기술. 단 문제는 발이 안 빠질 경우 역습당할 우려가 있다는 것.
- 고무고무 방패

손가락을 길게 늘려서 돌진해오는 적의 공격을 막아내는 기술. 허술해보이긴 하지만 아론의 '샤크 온 다트'를 막아내는 위력을 선보였다.
- 고무고무 그물

손가락을 길게 늘려 교차시켜 그물 모양으로 만든 다음 적을 가둬버리는 기술. 돌진하는 적의 움직임을 막아 제동시키는 역할도 한다.
- 고무고무 파도타기(애니메이션 오리지널 기술)

팔을 길게 뻗어 바다 위에 있는 무언가를 잡아서 끌고 올 때 쓰는 기술. 하지만 잘 조준하지 못하면 여러 가지 큰 사태를 초래할 수 있는 위험한 기술이다.
- 고무고무 외나무 다리(애니메이션 오리지널 기술)

팔을 길게 뻗어 목표 지점을 붙잡은 다음, 다른 동료들이 그 팔을 외나무 다리처럼 이동수단으로 쓸 수 있게 하는 기술.
- 고무고무 꽃꽂이

루피가 레드라인에서 고잉메리호의 돛을 뽑아 라분의 상처에 아주 제대로 꽂아버려 대 테러를 일으킨 기술.
- 고무고무 캔들망치

Mr.3의 캔들 록으로 인해 두 다리를 봉쇄당했을 때 즉흥적으로 생각해 낸 기술. 거인 브로기의 투구 뿔을 잡은 다음 몸을 회전시켜 다리에 달린 캔들 록을 망치처럼 휘둘러 썼다.
- 고무고무 스탬프

다리를 길게 뻗어 적을 누르는 기술. 고무고무 피스톨(총)의 다리 버전.
- 고무고무 석궁

양손으로 적을 붙잡은 상태에서 몸을 회전시키면서 자신의 팔을 몸에 감는다. 그런 다음 다리를 적에게 고정시키고 손을 놓으면 감겼던 팔이 풀리면서 몸이 빠른 속도로 회전하게 되는데, 이때 적과 몸을 충돌시키면 강력한 회전력 때문에 적이 마치 화살처럼 튕겨나가는 기술.
- 고무고무 우걱우걱

크로커다일과의 싸움에서 즉흥적으로 생각해 낸 기술. 얼굴을 엄청난 사이즈로 부풀려 크로커다일의 상반신을 집어삼키려고 했으나 무용지물이었다.
- 고무고무 회전 톱

적을 붙잡고 몸을 회전시키면서 돌돌 만 다음, 풀릴 때의 탄력을 이용해 고속회전함과 동시에 적에게 돌진하는 기술.
- 고무고무 샷건

적을 향해 고무고무 피스톨을 날린 다음, 팔에 웨이브를 주어 여러 개의 주먹들이 날아오는 듯한 착각을 만드는 기술.
- 물물 피스톨

크로커다일과 싸울 때의 기술. 물을 잔뜩 마셔 '물 루피'가 된 상태에서 입에 물을 머금은 다음, 적을 향해 발사하는 기술. 크로커다일의 최대 약점인 물을 이용한 전투였다.
- 고무고무 스톰

고무고무 풍선으로 몸을 부풀린 다음 꼬은 후 다시 공기를 빼 하늘 높이 회전하면서 비상한다. 그 후 공중에서 고무고무 개틀링건을 하고 적에게 폭풍우 같은 펀치를 날리는 기술. 수직으로 사용하는 것 외에 수평방향으로도 사용가능
- 고무고무 불꽃

공중에서 회전하면서 사방에 펀치와 킥을 날리는 기술.
- 고무고무 멍~~

스카이피아에서 에넬이 맨트라(견문색)를 써 루피의 움직임을 읽는 바람에 모든 공격이 무효화되자 급하게 고안한 기술. 머리 속으로 아무 생각도 안 하고 오직 반사신경에만 의존해 적의 공격을 회피한다. 하지만 생각을 안 해서 적을 공격할 방도가 안 떠올라 공격을 절대 못 한다는 어마어마한 단점 때문에 한 번 쓰고 만 일회용 기술.
- 고무고무 문어

상대방의 움직임을 읽는 맨트라(견문색) 때문에 루피가 고무고무 문어 불꽃을 사용하기 위해 사용한 기술. 문어처럼 팔다리가 흐물흐물 해짐.
- 고무고무 문어 불꽃

자신의 의지가 담겨있지 않은 기술이기 때문에 에넬의 맨트라로도 예측할 수 없었던 기술.
- 고무고무 라이플

팔을 뒤로 늘려 꽈배기처럼 꼬아 스크류 펀치를 날리는 공격.
- 고무고무 불꽃 - 황금 모란

에넬이 달아버린 커다란 황금구를 이용해 에넬의 뇌운을 없앴다.
- 고무고무 황금 라이플

오른손에 박힌 커다란 황금구를 이용해 고무고무 라이플을 날리는 기술. 스카이피아에서 갓 에넬한테 사용한 기술이다.
- 고무 훅

복싱기술은 '훅'의 루피버전 고무니까 사거리도 늘어남. 데비 백 파이트 제 3회전인 콤배트 때 썼던 기술이다.
- 고무고무 플레일

오른 팔을 플레일처럼 회전시키다가 적에게 날리는 기술.
- 고무고무 캐논

허공에 연타를 날리다가 파워와 스피드가 최상이 되면 목표지점을 한 순간에 노려 일격필살의 공격을 먹이는 기술.
- 고무고무 불렛(총탄)

주먹을 뒤로 늘려 되돌아오는 반동의 힘을 이용한 기술 고무고무 피스톨(총)보다 위력은 강하지만 사거리가 짧다(2년후엔 무장색을 입혀 쓴다).
- 고무고무 우리편 로봇

에니에스 로비에서 길을 막고 있던 근위병에게 쓴 기술, 적의 등 뒤에 철썩 달라붙은 다음, 적의 팔에 자신의 팔을 휘감아 마음대로 조종하는 기술.
1. 고무고무 우리편 로봇 - 펀치: 고무고무 우리편 로봇으로 조종하는 근위병이 날리는 펀치 기술
2. 고무고무 우리편 로봇 - 킥: 고무고무 우리편 로봇으로 조종하는 근위병이 날리는 킥 기술

- 고무고무 요요

몸을 부풀려서 건물 틈새로 기어오른 다음, 점프하기 좋은 위치로 이동하기 위해 사용한 기술, 한 팔로 건물 꼭대기를 잡고 뛰어내린 후에 점프하기 좋은 위치를 향해 마치 요요가 휘감겨 올라가 듯이 이동하는 기술이다.
- 고무고무 회전도끼

공중에서 수직회전하며 고무고무 도끼를 날리는 기술. 극장판에서 성 하나를 동강낸다.
- 고무고무 화산

에니에스 로비에서 어떤 건물 최상층에서 근위병들에게 포위되자 이들을 날려버리기 위해 사용한 기술. 다리를 차 올려서 옥상이 화산 폭발하듯이 박살나게 만든 기술이다.
- 고무고무 100만도 바주카

뜨거뜨거 열매 능력자인 돈 앗치노를 날려버렸을 때 썼던 기술. 보통 고무고무 바주카랑 비슷하지만, 뜨거뜨거열매 능력자인 돈 앗치노의 뜨거운 몸에 손에 닿은 순간 초인적인 힘을 발휘한다.
- 고무고무 엉덩방아

점프를 한 상태에서 엉덩이로 적을 깔아뭉개는 기술. 이 기술은 루피가 사용한게 아니라 루피의 그림자가 들어간 좀비 '마인' 오즈가 사용한 기술이다.
- 고무고무 캔들 라이플

Mr.3의 캔들록이 손에 붙어 있을 때 고무고무 라이플을 날리는 기술.
- 고무고무 챔피언 라이플

루피가 마젤란과 싸우다가 마젤란의 독 때문에 공격을 못하고 있을 때 Mr.3가 만들어준 밀랍 글러브로 고무고무 라이플을 날리는 기술.
- 고무고무 스탬프 개틀링

고무고무 개틀링의 스탬프 버전.
- 고무고무 소나기

임펠 다운에서 처음 쓴 기술. 공중에서 비처럼 아래를 향해 고무고무 개틀링(총난타)를 사용.
- 고무고무 스네이크 샷

팔을 뱀이 기어가는 것처럼 흔들고, 그 반동으로 적을 가격하는 기술. 상당한 위력을 발휘한다.
- 고무고무 답례포

고무고무 풍선의 응용 기술. 풍선으로 막은 총탄을 상대에게 몇배의 위력을 더해서 튕겨내어 쏜다
- 고무고무 UFO

다리를 벌리고 몸을 회전시켜 다수의 적을 공격하는 기술.
- 고무고무 문어스탬프

상체를 뒤로 젖힌 후 하체만 들어올린 상태에서 두 다리로 고무고무 개틀링(총난타)를 날리는 기술.
- 고무고무 해머(ver.극장판5기)

원피스 5기 극장판에 나온것으로 해군들을 고무고무 채찍과 같은 형태로 팔을 길게 늘여 공격한 기술(기존의 고무고무망치와 혼돈할 수 있다).
- 고무고무 나뭇가지(애니메이션 오리지널 기술)

애니 859화에서 나온 기술. 미러미러 열매 능력자인 브륄레를 업은 상태에서 샬롯 몽드가 검으로 자신을 공격할 때마다 자신의 등에 업힌 브륄레를 방패로 삼은 기술.
- 고무고무 밀쳐내기

손바닥을 앞으로 쭉 뻗은후 상대를 밀쳐내는 기술.

### 기어 시리즈
루피가 위대한 항로에 들어온 뒤 아오키지한테 패배한 후 강적들을 상대하면서 자신의 힘이 모자라다는 사실을 자각한 후 만든 강화기로, 자신의 몸이 고무라는 특성을 이용해 기관계를 활성화시켜 일정 시간 동안 기술과 신체능력을 향상시켜 준다.
몸에 상당한 부담을 가져다주어 쓸수록 생명을 갉아먹는다는 언급이 있어 루피의 수명이 단축된다는 걸로 인식되었으며, 2부에서는 기어 세컨드와 기어 서드는 수련으로 기어의 사용 부담이 완화된 걸로 보이지만 이제는 신세계 편에서도 새로운 단계인 기어 포스와 함께 수명 단축을 재언급하면서 꾸준히 루피의 사망 플래그를 축적시키고 있다.

#### Gear 2nd(기어 세컨드)
고무로 이루어진 신체를 이용해 혈액에 펌프질을 가하면 혈류량이 급속하게 증가하면서 산소와 영양소의 공급이 폭발적으로 증강한다. 때문에 신체 능력을 극한까지 끌어올릴 수 있으며 이 상태에서 사용하는 기술들은 전부 다 스피드에 비례해서 파워까지 상승하게 된다. 하지만 빠른 혈류의 마찰로 인해 유체마찰열도 급속하게 증가해 몸이 벌겋게 달아오르고 김이 모락모락 피어오르게 되며, 또한 심장과 혈관에 주는 부담도 몇 배로 늘어나기 때문에 루피의 몸에 극심한 피로를 부른다. 2년 후엔 기어 세컨드의 자세를 취하지 않고도 기어 세컨드 발동이 가능해졌다.
- 체(剃)

순간적으로 땅을 10번 차서 순간이동을 한 것처럼 이동하는 기술. 원래 CP9의 육식(六式) 기술이지만, 루피는 기어 세컨드를 통해 체(剃)를 습득하였다.
- 고무고무 Jet 피스톨

기어 세컨드 상태에서 고무고무 피스톨을 날리는 기술.
- 고무고무 Jet 스탬프

기어 세컨드 상태에서 고무고무 스탬프를 날리는 기술.
- 고무고무 Jet 라이플

기어 세컨드 상태에서 고무고무 라이플을 날리는 기술.
- 고무고무 Jet 바주카

기어 세컨드 상태에서 고무고무 바주카를 날리는 기술.
- 고무고무 Jet 위프

기어 세컨드 상태에서 고무고무 채찍을 날리는 기술.
- 고무고무 Jet 블렛

기어 세컨드 상태에서 고무고무 블렛을 날리는 기술.
- 고무고무 트윈 Jet 피스톨

기어 세컨드 상태에서 양손을 이용해 고무고무 피스톨을 날리는 기술.
- 고무고무 Jet 개틀링(총난타)

기어 세컨드 상태에서 고무고무 개틀링을 날리는 기술.
- 고무고무 Jet 로켓

기어 세컨드 상태에서 고무고무 로켓을 사용하는 기술.
- 고무고무 Jet 불렛

- 고무고무 Jet 해머

기어 세컨드 상태에서 고무고무 망치를 날리는 기술.
- 고무고무 Jet 미사일

기어 세컨드 상태에서 겨냥물을 잡고 팔을 늘려 초고속으로 돌진하여 치는 기술.
- 고무고무 Jet 프렌즈 쉴드

공격을 받을 때 기어세컨드 상태에서 다른 사람을 이용해 공격을 방어하는 기술. (정상전쟁에서 미호크에게 공격 당할 때 버기로 방어)

##### +무장색 시전
- 고무고무 레드 호크(Red Hawk)

기어 세컨드 상태에서 무장색 패기를 두른 고무고무 피스톨을 날려서 공기와의 마찰로 불과 함께 폭발을 일으키는 펀치 기술
- 고무고무 호크 라이플(Hawk Rifle)

기어 세컨드 상태에서 무장색 패기를 두른 고무고무 라이플을 날려서 공격하는 기술. 레드 호크와 마찬가지로 불과 함께 폭발을 일으키지만, 강력한 회전력이 더해져서 그 위력은 매우 강하다.
- 고무고무 호크 게틀링(Hawk Gatling)

기어 세컨드 상태에서 무장색 패기를 두른 고무고무 개틀링을 날려서 공격하는 기술 불과 함께 개틀링을 날리는 기술
- 고무고무 이글 바주카(Eagle Bazooka)

기어 세컨드 상태에서 무장색 패기를 두른 상태에서 고무고무 바주카를 날리는 기술. 불과 함께 폭발을 일으키는 기술
- 고무고무 호크위프(Hawk whip)

기어 세컨드 상태에서 무장색 패기를 두른 다리를 높게 올린 상태에서 고무고무 채찍을 쓰는 기술.
- 고무고무 호크 개틀링( Hawk Gatling)

버닝 블러드에서 나온 오리지널 기술로 레드 호크를 연속으로 시전하여 총난타를 벌이는 기술.
- 고무고무 호크 스탬프(Hawk Stamp)

기어 세컨드 상태에서 무장색 패기를 두른 다리를 앞으로 길게 쭉 뻗는 기술.

#### Gear 3rd(기어 서드)
뼈에 엄청난 양의 공기를 주입시켜 신체의 일부분을 거대화시키는 것으로, 뼈풍선이라고도 부른다. 이 상태에서 사용하는 기술들은 사거리와 파괴력이 비약적으로 상승하는데 그 이유는 루피의 몸이 아무리 고무라도 뼈는 피부보다 강도가 훨씬 더 단단하고 뼈풍선으로 거대해진 신체 표면은 강철보다 더 단단해지기 때문이다. 하지만 이 기어 서드는 강력한 만큼 약점도 굉장히 치명적인데 기어 서드를 쓴 후에는 엄청나게 몸이 쪼그라들어 사용시간에 비례해서 땅꼬마 상태로 있게 되며 이 상태에서는 평소의 고무 공격도 쓸 수 없기 때문에 기어 서드는 상대를 확실히 끝장낼 수 있을 때에 써야 한다. 기어 세컨드보다 스피드가 떨어져도 파워가 강하다.
- 고무고무 기간트 피스톨(거인의 총)

기어 서드 상태에서 고무고무 피스톨을 날리는 기술.
- 고무고무 기간트 엑스(거인의 도끼)

기어 서드 상태에서 팔쪽에 모인 공기를 한쪽 다리로 이동시켜 고무고무 도끼를 날리는 기술.
- 고무고무 기간트 스탬프(거인의 스탬프)

기어 서드 상태에서 고무고무 스탬프를 날리는 기술.
- 고무고무 기간트 채찍(거인의 채찍)

기어 서드 상태에서 한쪽 다리에 공기를 모은 후 고무고무 채찍을 날리는 기술
- 고무고무 기간트 바주카(거인의 바주카)

기어 서드 상태에서 두 팔을 거대하게 만든 후 고무고무 바주카를 날리는 기술
- 고무고무 기간트 라이플(거인의 라이플)

기어 서드 상태에서 고무고무 라이플을 날리는 기술.
- 고무고무 기간트 풍선(거인의 풍선)

기어 서드 상태에서 고무고무 풍선을 쓰는 기술.
- 고무고무 기간트 토르 엑스(거인의 천둥 도끼)

10기 극장판 스트롱 월드에서 시키에게 먹인 일격. 거인의 도끼에 번개를 둘러 공격한다.
- 고무고무 기간트 폴(거인의 낙하)

기어 서드 상태에서 낙하하면서 공격하는 기술.
- 고무고무 기간트 밀어내기(거인의 밀어내기)

기어 서드 상태에서 밀어내기를 쓰는 기술.

##### +무장색 시전
- 고무고무 엘리펀트 건(코끼리총)

기어 서드 상태에서 무장색의 패기를 실은 고무고무 기간트 피스톨을 쏜다.
- 고무고무 엘리펀트 개틀링(코끼리총난타)

기어 서드 상태에서 엘리펀트 건의 개틀링 버전. 기어 서드의 치명적 약점인 느린 공격속도를 극복한 기술이다.
- 고무고무 그리즐리 매그넘(회색곰 총)

기어 서드 상태에서 무장색 패기를 실은 기간트 바주카.
- 고무고무 토르 엘리펀트 건(토르 코끼리 총)

기어 서드 상태에서 팔을 크게 부풀려서 거대하게 만든 후, 무장색 패기를 둘러 공격하는 기술. 돈 칭자오와 대결에서 서로 무장색 패기를 사용해 대결하는 중 충격에 의해 스스로 마찰이 생겨 스파크가 일어나 전기가 발생한다. 그리하여 루피의 토르 엘리펀트 건에 의해 돈 칭자오 머리가 눌리며 다시 송곳머리로 돌아온다.
- 고무고무 코끼리 폭풍우(엘리펀트 스톰)

슈퍼 그랜드 배틀 X에서 나온 오리지널 기술로, 팔에 기어 3 + 무장색을 사용하여 고무고무 폭풍우를 날린다.

#### Gear 2nd&3rd(기어 세컨드&서드)
기어 세컨드에서의 블러디도핑 상태와 기어 서드에서의 거대화를 중복으로 사용하는 것으로, 기어 세컨드의 스피드와 기어 서드의 파괴력을 동시에 갖춘다.
대신 부작용으로 기어 세컨드와 기어 서드 이상으로 신체에 데미지가 온다. 2년후 수련해 부작용을 극복한 이후 더 이상 데미지가 오지 않을 듯하다.
- 고무고무 기간트 Jet 쉘(거인의 Jet 포탄)

기어 세컨드 상태에서 기어 서드로 몸통 속의 뼈를 부풀린 다음 적에게 돌진하는 기술, 기어 세컨드의 스피드와 기어 서드의 파워가 더해졌으므로 그 위력은 상상을 초월한다.
- 고무고무 기간트 Jet 개틀링(거인의 Jet 총난타)

게임 '기간트 배틀 2 신세계'에서 나온 오리지널 기술로 기어 세컨드 상태에서 기어 서드로 몸통 속의 뼈를 부풀린 다음 적에게 고무고무 개틀링 펀치를 날리는 기술, 기어 세컨드의 스피드와 기어 서드의 파워가 더해졌으므로 그 위력은 상상을 초월한다.

#### Gear 4th(기어 포스)
2년 동안의 수련으로 터득한 새로운 기어 기술. 근육에 많은 양의 공기를 집어넣어 근육을 부풀리는 기술. 따로 무장색을 두르는 두 기어와는 달리 미리 무장색 패기를 둘러서 사용한다. 뼈풍선(기어3)과는 다르게 근육이 부풀려 몸집 때문에 튀어있을 수 밖에 없다. 무장색 패기를 입혀서 고무의 단점인 수축을 보완했다. 때문에 비단뱀처럼 자유자재로 원하는 각도, 길이를 변환할 수 있다. 탄력과 무장색 패기를 이용한 방어력도 상당하다. 탄력을 추진력으로 상당히 먼거리를 날수도 있다. 하지만 이런 상상을 초월하는 위력과 맞먹는 치명적인 약점도 있는데, 기어 상태가 풀리면 전신의 기력이 빠지고 패기도 모두 소모되어 10분 동안은 무방비 상태가 된다. 돈키호테 도플라밍고같은 신세계 최강자들과 맞먹을 정도로 파워를 끌어올린다.

##### 바운드맨
상반신의 타격근을 중심적으로 부풀려서 타격력을 막대하게 강화시킨 형태. 돈키호테 도플라밍고 전에서 첫 등장했으며 타격력을 강화시킨다는 점에서 알 수 있다시피 루피의 기본적인 전투 스타일의 파워를 극도로 끌어올려주는 형태이기 때문에 루피가 애용하는 형태다. 특히나, 루피의 몇몇 기술들에서 보이는 빈틈있게 쭉쭉 늘이는 행동을 보완해 이래저래 빈틈이 줄었다. 그 외의 특성이라면 탄성이 지나치게 높아진 탓에 바닥에 떨어진 고무공처럼 통통 튀어다닌다. 루피는 '2년 전에 실버즈 레일리와 있었던 섬의 괴수들이 강했던 탓에 고무의 특성을 더욱 더 발휘하기 위해 만들었다'며 바운드맨을 만든 이유를 설명했다. 게다가 비행도 가능하다. 다리를 접어서 그 탄력을 이용해 추진력으로 사용한다. 애니메이션에서는 마치 제트팩처럼 묘사되어 한층 로봇물스러운 연출을 보여준다. 처음에는 양팔을 펴서 날개처럼 사용했지만 반드시 그럴 필요는 없는 듯 하다. 그 능력도 상당히 우수해서 공중전에서 도플라밍고를 압도할 수준이다. 현재까지 등장한 비행 능력을 가진 능력자들과 비교해도 딱히 처진다고 하긴 힘들다.
- 고무고무 콩 건(원숭이 총)

고무고무 불렛의 기어 4버전. 팔을 늘여 공격하는 대신 무장색 팔을 팔속에 압축하여 탄력을 이용해 대포처럼 공격하는 기술. 엄청난 위력을 발휘한다.
- 고무고무 라이노 슈나이더(코뿔소 창)

고무고무 창의 기어 4버전. 무장색 다리를 압축시켜 드롭킥처럼 날리는 형태의 공격, 마찬가지로 위력이 강하다. 이 기술을 허공에 연속적으로 사용하면 하늘을 나는 것도 가능하다.
- 고무고무 컬버린(대사포=뱀 대포)

고무고무 피스톨에 유도능력이 추가된 기어 4버전. 근육을 늘려 수축하지 않는 점을 이용해 공격하는 기술, 유도탄과 같다.
- 고무고무 더블 컬버린

양쪽 무장색 팔로 고무고무 컬버린을 쓰는 기술.
- 고무고무 레오 바주카(사자 바주카)

고무고무 바주카의 기어 4버전. 양 무장색 팔을 압축시킨 뒤 앞으로 뻗는 기술. 기존의 바주카와는 비교할 수 없는 위력을 발휘한다.
- 고무고무 킹 콩 건(원숭이왕 총)

콩 건의 강화판. 고무고무 콩 건 상태에서 팔에다 공기를 한번 더 불어넣어 무장색 팔의 크기를 거대하게 해서 공격하는 기술, 콩 건의 몇배의 위력과 파괴력을 발휘한다.
- 고무고무 레오 렉스 바주카(사자왕 바주카)

레오 바주카의 강화판. 극장판 13기 원피스 필름 골드에서 길드 테소로를 날려버렸을 때 썼던 기술. 레오 바주카 상태에서 팔에다 공기를 압죽해 더 커진 상태에서 바주카를 날리는 기술.
- 고무고무 콩 오르건

고무고무 개틀링의 기어 4버전. 고무고무 콩 건 시전 후 팔을 6개로 만든 후에 6개의 팔들로 고무고무 개틀링을 날리는 기술.
- 고무고무 킹 킹 킹 콩 건

고무고무 콩 건의 강화판. 극장판 14기 원피스 스탬피드에서 불릿한테 썼던 기술. 무장색 패기를 실은 팔에 공기를 주입해 10배 이상 부풀린 후에 펀치를 날리는 기술.불릿의 몸 일부를 파괴했다
- 고무고무 킹 콩 개틀링

고무고무 콩 건 상태에서 고무고무 개틀링을 날리는 기술. 극장판 14기 원피스 스탬피드에서 불릿을 쓰러뜨렸을 때 썼던 기술. 기어 버전 개틀링 중 파워와 공격성이 강해진다.

##### 탱크맨[13]
바운드맨과는 달리 복부에 근육을 집어넣고 날아오는 공격을 맞받아치는 카운터형 버전. 쉽게 말해 고무고무 풍선의 기어 4 버전이다. 샬롯 크래커 전에서 처음 공개됐다.
또한 이 상태에서는 다른 부위에 공기가 주입되지 않기 때문에 바운드맨과는 달리 제자리에서 튀지 않는다. 말 그대로 제자리에서 적을 맞받아 쏘는 탱크인 것.
- 고무고무 캐논볼

기어 4 버전의 고무고무 답례포. 크래커가 만든 수 많은 비스킷 병사를 다 먹은 후에 거대해진 배 근육으로 상대를 붙잡고 막대한 공기를 불어넣어 생긴 근육의 탄성+공격해온 적의 힘+레일리에게 배운 공격력을 배로 돌려주는 요령을 합쳐 말 그대로 저 멀리까지 쏴버리는 기술.

#### 스네이크맨
샬롯 카타쿠리 전에서 공개된 기술이다. 바운드맨, 탱크맨과 달리 온 몸이 근육질로 변하면서 머리모양은 초사이어인을 연상시키듯 위로 바짝 섰으며, 빠른 스피드의 공격성을 가지게 된다. 또한, '파이선'이란 기술을 사용해 늘어나는 동시에 계속 가속을 할 수가 있다.
- 고무고무 Jet 컬버린

스네이크맨 상태에서 쓰는 고무고무 Jet 컬버린이다. 파이선을 사용해 팔이 늘어날 수록 계속 가속을 하며, 연속으로 펀치를 날릴 수 있다. 카타쿠리는 이 기술에 많이 놀란것 같다.
- 고무고무 블랙 맘바

스네이크맨 상태에서 하는 고무고무 총난타다. 파이선을 사용해 연속으로 펀치를 날리는 기술이다.
- 고무고무 킹코브라

스네이크맨 상태에서 파이선을 킹코브라 모양으로 길게 늘리면서 펀치를 날리는 기술이다.

#### 기어 5th
루피가 카이도전에서 보여준 기어 기술. 카이도가 루피를 잡아먹었을 때 오히려 배를 부풀게하고 엄청난 크기로 변신하는 등 기존보다 엄청나게 강해진 무적의 모습을 보였다.
고무고무 풍선
기어 5 버전의 고무고무 풍선 카이도의 뱃속에 들어가 부풀게 했다.
고무고무 바즈랑건
주먹을 엄청나게 부풀게해서 상상도 못할 크기로 내지르는 기술 

고무고무 천둥 번개
그 말대로 번개를 집어던지는 기술
고무고무 던로캣
기어5 상태 에서  고무고무 로캣을 하는 기술
고무고무 스타 건
기어5 상태 에서 고무고무 불렛을 쓰는 기술

### 연계 기술
- 아르메 드 레르 고무 슛(Armee de l' Rer Rubber gomoo Shoot)
  - 루피, 상디와의 합동기술. 상디가 루피를 다리위에 올려놓고 발차기로 날려준다.
- 고무고무 216번뇌봉 캐논(gomoo gomoo 300煩惱鳳 Cannon)
  - 루피, 조로의 합동기술. 조로의 108번뇌봉, 루피의 고무고무 캐논 동시에 쓴 기술이다. 원래 둘이 합쳐지면 216번뇌봉이 된다.
- 6억 베리 잭팟(621,000,000Belly Jack Pot)
  - 루피, 조로, 상디, 로빈, 프랑키의 합동기술. 각자의 주 공격기를 동시에 사용한다. 5명의 현상금을 합하면 6억 2100만 베리(3억+1억 2000만+7700만+8000만+4400만)이다. 좀비들과의 전투에서 사용되었다
- 삼도류. 고무고무. 디아블 무톤Jet 600번뇌봉 캐논(三刀流. gomoo gomoo. Diable Muton. Jet 600煩惱鳳 Cannon)
  - 루피, 상디, 조로의 합동기술. 조로의 108번뇌봉, 루피의 고무고무 개틀링, 상디의 디아블 잠브. 무톤 슛이 합쳐진 공격기술, 조로와 루피의 고무고무 300번뇌봉 캐논에 상디까지 가세해 x2가 되었다.
- 고무고무 헤비 스탬프
  - 루피의 고무고무 스탬프와 쵸파의 헤비 공을 동시에 쓴 기술이다.

## 행적

### 샹크스와의 만남
어릴 적에 이스트 블루에 위치한 후샤 마을에서 살았다. 그곳에서 붉은머리 해적단의 선장 샹크스를 만나게 되고, 그에게서 모험담을 듣던 루피는 해적의 꿈을 키워나간다. 그리고 샹크스 일행이 가지고 온 고무고무 열매를 홧김에  먹게 되어 고무 인간이 된다.
어느날, 샹크스에게 모욕을 하는 산적 히그마에게 화가 난 루피는 히그마에게 덤벼들게 되고, 이때 샹크스일행이 와 루피를 구하려 하지만 히그마는 루피를 데리고 바다로 도망간 상태 샹크스는 죽을 위기에 처한 루피를 구해준다. 그러나 그 과정에서 히그마는 해왕류에게 잡아먹히고 샹크스는 해왕류에게 왼팔을 잃게 된다.
그 후, 다시 바다로 떠나려는 샹크스는 자신의 밀짚모자를 루피에게 건네주며 작별을 한다.
(이 밀짚모자는 해적왕 골 D. 로저의 젊은시절에 착용했던 것으로 샹크스가 로저 해적단시절 로저로부터 물려받은 것으로써 샹크스는 루피가 로저와 같은 의지를 이어받으라는 의미로 물려준 것이다.)

### 에이스,사보와 의형제를 맺다
반년 후, 루피는 할아버지(가프)에게 끌려 다단의 집에 맡겨지게 된다. 그곳에서 루피는 에이스, 사보와 만나게 되고 1여년동안 같이 지내게 된다. 하지만, 그 생활도 잠시, 사보의 아버지가 사보의 생사여부를 알게 된 뒤 해적 '블루잼'을 시켜 사보를 빼앗고 루피, 에이스만 그레이 터미널에 남게 된다. 그러던 중 고아 왕국의 국왕이 그레이 터미널 소각 작전을 시행하고 루피, 에이스는 위기를 맞게 되지만 다단 일가와 함께 쓰레기산을 탈출한다.
사보의 신분때문에 17살에 출항하기로 약속하여서 에이스, 루피 순으로 바다에 나아간다.

그리고 며칠 뒤, 사보가 천룡인에게 죽음을 맞았다는 소식을 들은 루피는 에이스와 함께 강해지겠다고 결심한다.
훗날 사보가 죽지 않은걸 알게된다.
이후, 사보가 루피 대신 루시로 되어 코리다 콜로세움에 출전해 우승하고, 에이스의 이글이글 열매 능력을 갖게 된다.

### 해적으로서의 삶 시작
7년 후, 에이스가 떠나고 3년을 더 수련한 루피는 자신의 고향인 후샤 마을을 떠난다. 이후 샹크스의 왼팔을 먹은 해왕류를 고무고무 피스톨로 한방에 쓰러트린다. 그리고 밀짚모자 해적단을 결성, "10명 정도는 있어야 겠지."라는 말을 한다. 그 후 조로, 상디, 나미, 우솝, 쵸파, 로빈, 프랑키, 브룩, 징베를 동료로 맞이한다.
(야마토는 동료설이 있었지만 되지는 않았다.)

### 에이스의 죽음,레일리와의 2년의 수련
샤본디 제도에서 칠무해 바솔로뮤 쿠마에 의해 일당 전원이 떨어져 버린 후에, 여인섬에 도착한 루피는 여인섬의 모두와 친해지게 된다.
하지만, 자신의 형인 에이스가 공개처형을 당한다는 소식을 듣고, 칠무해 보아 행콕의 도움으로 임펠 다운에 잠입해서 에이스를 구하려고 마젤란과 싸워서 지게된다. 하지만 우정의 친구인 봉쿠레가 그를 구하러 오지만 둘다 쓰러져버린다.
눈을 떠보니 혁명군 간부 이반코프가 그들을 구해주었다. 루피의 아버지가 드래곤이라는 사실을 알아버린 이반코프는, 탈옥에 가담하게 된다. 레벨6에 도달했지만 이미 늦어버리고, 루피는 징베와 크로커다일을 해방해서 탈옥을 시도하고, 버기와 합류하여 탈옥에 성공하게 된다.
그들은 마린포드에서 벌어진 정상전쟁에 가담하여 에이스를 구출하지만, 에이스는 아카이누에게서 루피를 지키려다 죽고만다. 샹크스의 등장으로 구사일생한 루피는, 트라팔가 로에 의해 치료를 받고 난 후, 여인섬에서 휴식을 취하게 되지만, 에이스의 죽음과 자신의 약함에 분노한다. 루피는 레일리의 의견으로 동료들에게 2년후 재집결이라는 메시지를 남기고 바다의 꿈을 위해 레일리와 수련에 들어간다.
2년후, 수련을 마친 루피는 매우 강해져서 다시 동료들과 재회하여 해적왕을 목표로 바다의 꿈을 위해 신세계로 출발한다. 이후, 펑크하자드에서 칠무해가 된 트라팔가 로를 다시 만나게 된다. '사황' 카이도를 끌어내려는 트라팔가 로는 루피에게 자신과 동맹을 맺자고 한다.
그리하여, 루피는 트라팔가 로가 이끄는 하트해적단과 동맹을 맺는다. 이후, 드레스로자로 간 루피 일행은 트라팔가 로와 같이 거기서 드레스로자 '코리다 콜로세움'에서 우승 상품이 에이스의 이글이글 열매라는 걸 알게 된다.
그래서 루피는 자신의 이름을 '루시'로 바꾼 후에 경기에 출전하지만, 거기서 죽은 줄만 알았던 사보를 만나게 되고, 그리하여 루피 대신 사보가 루시로 출전하게 된다. 루피는 돈키호테 도플라밍고를 쓰러뜨리려 드레스로자 왕궁으로 간다. 도플라밍고는 드레스로자의 왕인 리쿠 돌드 3세를 끌어내리고 자신이 왕 노릇을 하며, 모든 사람들을 새장안에 가두어서 마음대로 조종하고 있었다. 루피는 거기서 다시 만난 트라팔가 로와 같이 도플라밍고와 싸우지만, 도플라밍고의 압도적인 힘 앞에 당하고 만다. 또한, 트라팔가 로도 도플라밍고에 능력에 의해 팔이 잘리는 신세가 되며, 자신도 위기에 처한다. 하지만, 루피는 도플라밍고를 다시 상대하기 위해 마지막 비책인 한 층 더 높아진 기술 '기어4(기어 포스)' 사용하게 된다. 그리하여, 마지막엔 도플라밍고를 킹 콩 건으로 쓰러뜨리는데 성공을 한다. 이 사건으로 인해 루피는 1억 베리가 더 올라 5억 베리라는 현상금이 걸리게 된다. 이후, 거대한 코끼리 등 위에 있는 '조'라는 섬에서 '사황' 카이도를 쓰러뜨리기 위해 다시 한번 트라팔가 로가 이끄는 하트해적단과 밍크족인 네코마무시와 이누아라시, 와노쿠니의 사무라이인 '여우불 킨에몬', '소낙비 칸주로', '코즈키 모모노스케'랑 함께 '닌자 해적 밍크 사무라이' 동맹을 맺는다.

## 전투 상대
- 히그마
  - 어릴적이라 손도 쓰지 못하고 패배. 하지만 히그마는 해왕류에게 잡아먹히고 루피는 샹크스에 의해 구출된다.
- 故 포트거스 D. 에이스
  - 어릴적 수없이 덤볐으나 패배. 승리한 적은 1번도 없다. (이유는 루피가 어린 시절에는 고무고무 열매의 능력을 잘 사용하지 못 하였기 때문이다) 비비와의 알라바스타 여정에서 만난 에이스는, 루피에게 '높은 곳으로 와라, 루피!'라는 명대사를 흘리고, 그 말은 루피에게 힘이 되어 준다. 하지만 마린포드전에서 아카이누(사카즈키)에게 몸이 뚤려 에이스는 루피 앞에서 목숨을 잃는다.
- 사보
  - 에이스와 마찬가지로 어릴적 수없이 덤볐으나 완패. 죽은 것으로 알려졌으나 731화에서 혁명군으로 살아있던 것으로  확정됨.
- 알비다
  - 고무고무 피스톨로 승리.
- 모건 대령
  - 조로와의 협공으로 승리.
- 헤르메포
  - 코비를 죽이려고 하는 장면을 보고 가격해서 승리.
- 모디 & 리치
  - 고무고무망치로 리치는 승리하고 모디도 한방 먹여 승리.
- 버기
  - 나미와의 협공으로 승리.
  - 로그 타운에서 잡혀 패배. 하지만 의문의 번개가 쳐 탈출한다.
  - 그번개는 아마도 몽키 d.드래곤이먹은 새새열매모델 썬더버드 아니면 날씨날씨 열매 둘 중 하나의 능력으로 추측된다.
- 크로
  - 고무고무 종으로 승리.
- 돈 클리크
  - 자신에게 매우 불리한 해상전에서 고무고무 대망치로 승리.
- 모옴
  - 고무고무 바람개비로 승리.
- 아론
  - 고무고무 바람개비로 모옴을 승리했지만, 발이 안 빠지는 바람에 무방비 상태가 되어 아론이 완력으로 루피를 바위 채 들어올려 바다에 빠뜨린다. (패배)
  - 바다에 빠져 질식하는 순간, 동료들에 의해 무사히 부활하하지만, 아론이 나미를 이용한다는 사실에 분노가 치밀어 올라 고무고무 도끼로 승리.
- 스모커
  - 로그타운에서 스모커의 뭉게뭉게 능력에 당함. (패배)
  - 에이스 처형대에서 해루석 곤봉으로 맞고 화이트 런쳐에 잡힘. (패배)

- - 타시기와 몸이 바뀐 상태에서 해루석 곤봉으로 루피한테 공격을 퍼부었지만, 기어 세컨드 발동 후 공격들을 다 피한 후 날아감.(비김)
- Mr.5 & Miss.발렌타인
  - 위스키피크에서 조로와 싸우는 도중에 방해된다는 이유로 날려버림. (승리)
- 롤로노아 조로
  - 사소한 오해로 인한 전투. 나미로 인해 중단되었기 때문에 비김 판정.
- Mr.3
  - 여러명으로 분산한 Mr.3를 단지 감으로 처단. (승리)
- 와포루

고무고무 바주카로 멀리 날려버림. (승리)
- - 자신의 형 므슈르를 삼켜서 므슈르와포루 캐논으로 변한 와포루를 거인의 총으로 날려버림.(승리)
- 크로커다일
  - 레인베이스 - 공격을 모래로 변함으로 무효화돼서 패배.
  - 궁전 - 물이 약점이라는 것을 알게 된 루피가 물을 이용해 공격했으나, 실력의 차이는 여전했다. 루피의 수분이 모두 빨아들여져 패배.
  - 지하 성전 - 피투성이가 된 루피의 '고무고무 스톰' 공격으로 승리.[16]
- 베라미
  - 스프링 호퍼로 덤벼든 베라미를 주먹 한방으로 승리.
  - 2년후 더 강해진 베라미가 스프링 호퍼에 무장색까지 쓰며 덤볐지만, 무장색을 실은 주먹 한방으로 승리.
- 맥킨리 & 화이트 베레 군단
  - 화이트 베레 군단들의 공격들을 팔을 늘려 가볍게 피한 후, 공중에서 고무고무 불꽃으로 승리.
- 사토리
  - 처음엔 사토리의 맨트라와 깜짝구름에 당하지만, 상디와 협공으로 승리.
- 와이퍼
  - 싸우던 도중 에넬에 의해 전투가 중지됨.
- 갓 에넬
  - 고무고무 황금 라이플로 승리. (루피는 고무 인간라서 에넬의 번개 공격이 통하지 않았고 크로커다일 다음으로 패기 없이 두 번째로 쓰러뜨린 자연계)[17]
- 폭시
  - 콤배트에서 고무고무 망치 창으로 승리.
- 아오키지
  - 시종일관 압도당하며, 아오키지의 아이스타임으로 패배.
- 프랑키 패밀리
  - 프랑키 하우스에 쳐들어가 프랑키 패밀리들을 모두 쓰러뜨림.(승리)
- 우솝
  - 우솝의 싸움 방식에 살짝 밀렸으나 어쩔 수 없는 실력 차이로 승리.
- 프랑키
  - 싸웠으나 갈레라 컴퍼니에 의해 전투가 중단됨.
  - 트라팔가 로의 수술수술 열매 능력으로 인해 쵸파와 몸이 바뀐 프랑키가 럼블볼을 먹은 즉시 폭주하며, 이성을 잃은 상태에서 자신에게 막 공격을 하며 난동을 부리자 고무고무 코끼리총으로 프랑키를 날려버림.(승리)
- 블루노
  - 에니에스 로비에서 만나 싸우다 회전문에 밀리게 되는데 나중에 기어 세컨드를 발동한 뒤 고무고무 JET 바주카로 승리. (기어 세컨드를 처음 사용한 전투.)
- 로브 루치
  - 아이스버그 저택에선 지건에 당해 패배.
  - 에니에스 로비에선 체력이 한계가 올 정도로 혼신을 담은 기어 세컨트를 발동한 뒤 고무고무 JET 개틀링으로 승리.(그렇지만 체력을 너무 소비한 나머지 움직일수가 없게 되었지만 로빈의 도움으로 탈출할 수 있게 되었다.) 기어 서드를 처음 사용한 전투.
  - 2년후 자신의 능력을 각성한 상태로 변해 한층 더 강해진 루치와 다시 싸우지만, 기어 5 상태에서 루치의 기술을 쉽게 피하면서 가볍게 승리.[18]
- 코비
  - 코비는 육식중 체(剃)를 익혔으나 CP9을 이긴 루피에겐 상대가 되지 않았다. (2번의 승리)
- 몽키 D. 가프
  - 첫 번째(워터세븐) - 주먹유성군의 위력을 실감하고 도주.
  - 두 번째(마린포드-정상결전때) - 에이스를 구하려는 루피를 위해 이나즈마가 만들어준 길을 가로막은 가프에게 jet 피스톨을 날렸다. 하지만 가프는 일부러 공격하지도, 피하지도 않았다. (승리)
- 돈 앗치노
  - 고무고무 100만도짜리 바주카로 날려버림.(승리)
- 페로나
  - 네거티브 호로에게 닿는 바람에 패배.
- 마인 오즈
  - 나이트메어 루피(100명의 그림자에 빙의 된 상태)로 꽤나 밀어부쳤으나, 쓰러지진 않았다. 마지막엔 동료들의 협공후 고무고무 기간트 바주카로 승리.
- 겟코 모리아
  - 처음에 그림자를 뺏겨 패했으나, 기어 세컨드와 기어 서드를 동시에 쓰는 고무고무 기간트 Jet 쉘(거인의 Jet 포탄)으로 이겼다. (승리- 동시에 모리아에게 빼앗겼던 그림자들은 원래 주인들에게 돌아가게 되었다.)
- 바다토끼
  - 고무고무 라이플 단 한방에 날려버려 승리. (그 바다토끼 속에서 케이미와 파파구가 튀어나오게 되었다.)
- 날치 라이더즈
  - 고무고무 라이플로 격투개시를 알림. 동료들과 함께 싸워 승리.
- 모토바로(듀발의 애승 물소)
  - 모토바로를 막아내고 우연히 발동된 패왕색의 패기로 기절시킴.(승리)
- 천룡인
  - 총알 2방을 가볍게 피하고, 주먹 한방으로 승리.
- 센토마루
  - 키자루와 파시피스타에게서 동료를 지키기 위해 도망치자는 결정을 함. (패배)
- 파시피스타 PX-4
  - 동료들과의 요격으로 가까스로 승리.
- 키자루
  - PX-4와 싸운 상태에서 센토마루, PX-1까지 나타나 도주. 실버즈 레일리의 도움으로 인해 살았다. (패배)
  - 2년후 다시 싸우지만, 처음엔 기어 포스로 싸우다가 마지막에 기어 피프스로 되어 키자루를 고무고무 스타 건으로 쓰러뜨림.(승리)[19]
- 바솔로뮤 쿠마
  - 동료를 모두 잃고 해적단이 붕괴당함. (패배)
- 보아 행콕
  - 행콕의 천룡인 문장을 본 루피에게 행콕이 매료매료 멜로우를 발사했지만, 상디와는 달리 여자에 워낙 무관심인 루피에겐 통하지 않았다. (비김)
- 바큐라
  - 여인섬의 사형집행수 바큐라를 피스톨로 일격에 승리.
- 보아 썬더소니아 & 보아 마리골드
  - 초반엔 움직임을 읽히고 상처를 받는등, 고전했지만 기어 세컨드를 발동후 가볍게 승리.
- 바실리스크
  - 기어 서드 발동 후, 기간트 피스톨 한 방으로 승리.
- 미노타우로스
  - JET 바주카와 고무고무 쇠망치 라이플로 승리.
- 마젤란
  - 초반에 모든 공격을 퍼부었지만, 결국 독에 중독되었다. (패배)
  - 이후 Mr.3의 밀랍과 고무고무 기간트 스탬프로 마젤란을 쓰러트림. (승리)
- 미노리노케로스 & 미노제브라 & 미노코알라
  - 기어 서드 발동 후 기간트 피스톨로 옥졸수 3마리를 징베와 크로커다일과 함께 한 방에 승리.
- 한냐발
  - Level 3로 가는 길을 막은 한냐발을 기어 세컨드로 가볍게 승리.
- 마샬 D. 티치
  - JET 피스톨로 기습해서 우세했지만 티치의 열매의 힘때문에 충격을 받아 피한후 다시 공격을 하려는 순간 징베의 중재로 싸움이 중단. (비김)
- 쥬라큘 미호크
  - 버기, 징베, 크로커다일, 엠포리오 이반코프 감옥 죄수들의 도움으로 미호크를 막고 에이스를 구출하기 위해 미호크와의 싸움에서 물러남. (패배)
- 아오키지 & 키자루 & 아카이누
  - 싸웠으나 어쩔수 없는 실력차이로 패배.
- 모몬가 중장 & 달마시안 중장
  - 모몬가가 휘두른 검과 달마시안의 지건에 의해 패배.
- 센고쿠
  - 에이스를 구하기 위해 처형대로 다가간 루피를 센고쿠가 공격하였으나, 기간트 풍선으로 막아냄. (무승부)
- 아카이누
  - 에이스가 희생해 막아줬음에도 마그마에 패배.
- 징베
  - 에이스를 잃은 슬픔으로 인해 이성을 잃고 흥분한 상태에서 징베에게 공격을 했지만 한 방에 제압당함.(패배)
  - 어인섬에서 대적하려는 호디 존스 때문에 징베와 싸우다가 로빈의 신기술로 싸움이 중지됨. (비김)
- 시키
  - 사자의 위협 '회오리 흙'에 의해 흙 속에 파묻힘.(패배)
  - 이후, 거인의 천둥 도끼로 승리.
- 반디 월드
  - 기어 세컨드에 무장색 패기를 입혀 사용하는기술 (고무고무 레드 호크)를 사용하여 승리. 고무고무 레드호크를 처음 사용한 전투. (승리)
- 가짜 루피와 가짜 밀짚모자 해적단(본명 : '세갈래 혓바닥' 데마로 블랙)
  - 견문색으로 총알을 피하고 패왕색으로 기절시켜 승리.
- 파시피스타 PX-5
  - 기어 세컨드 발동 후 패기를 실은 고무고무 JET 피스톨로 단 일격에 부셔버려 승리.
- 크라켄
  - 조로, 상디와 함께(2년동안 배운 신기술)으로 쓰러뜨리고, 크라켄을 길들이고 말았다. (승리)
- 하몬드와 그의 부하들
  - 고무고무 JET 피스톨 단 한방에 쓰러트려 승리.
- 바다 곰
  - 패왕색의 패기로 압도시켜 전의를 상실케 하여 승리.
- 반더 덱켄
  - 시라호시에게 덤벼든 반더 덱켄을 고무고무 제트 해머로 제압. 하지만 다시 일어났으므로 승리라 볼 수는 없다.
- 와다츠미
  - 고무고무 JET 피스톨로 이를 부러뜨려 버림. (승리)
- 신 어인해적단
  - 10만명이나 되는 어인해적단들을 패왕색 패기를 써 절반을 쓰러뜨린 후에 나머지 어인해적단들은 기어3 발동 후, 거인의 총으로 날려버린다.(승리)
- 호디 존스
  - 물 속에서 시라호시의 보조를 받으면서 호디를 온갖 기술로 밀어붙이다가 마지막에 고무고무 엘리펀트 개틀링으로 승리.
- 카리브
  - 시라호시를 납치하려던 카리브를 발견, 가볍게 승리하고 용궁성 바깥으로 쫓아버림.
  - 용궁성 밖에서 카리브를 발견하고, 조로, 상디와 함께 쓰러뜨린뒤 카리브가 훔친 보물들을 모두 빼앗았다.
- 록
  - 록이 쏜 탄환들을 고무고무 답례포로 되받아쳐 공격 후, 토니토니 쵸파 몸인 상태에서 럼블볼을 먹고 폭주한 프랑키가 거대한 빙산을 록에게 던져버림.(승리)
- 타시기(몸은 스모커)
  - 스모커랑 몸이 바뀐 상태에서 스모커의 뭉게뭉게 열매 능력으로 루피를 공격하지만, 타시기의 공격을 한번에 제압함.(승리)
- 모네
  - 눈보라를 일으켜 움직이질 못하게 한 다음 십중첩 이글루를 만들어 루피를 가두고, 이글루 안에서 루피를 껴안아 얼려죽이려 했지만, 패왕색 패기를 쓴 다음 모네의 어깨를 잡고 Jet 창으로 바닥을 부수고 쓰레기통으로 떨어짐.(비김)
- 시저 클라운
  - 마젤란과의 싸움이후 항체가 생겨 시저의 독가스 공격은 통하지 않아 초반에는 우세했으나, 시저가 가스의 일종인 공기를 없앰으로써 질식하여 기절. (패배)
  - 시노쿠니를 흡수하고 더 강해진 시저를 그리즐리 매그넘으로 승리.
- 스파르탄
  - 콜로세움으로 들어온 루피를 협박하는 스파르탄을 일격으로 승리.
- 하이루딘
  - 하이루딘의 펀치에 우시가 기절하자 Jet 피스톨 한방으로 승리.
- 돈 칭자오
  - 코리다 콜로세움의 C블록에서 엄청난 격투 끝에 승리.
- 레베카
  - 자신을 검으로 죽이려 하는 레베카를 가볍게 제압.(승리)
- 피카
  - 바위바위 열매 능력자인 피카에게 조로랑 같이 공격을 막 퍼부어 보지만 끄떡도 하지 않았다.(비김)
  - 이후 조로가 자신이 상대를 한다고 해서 비올라랑 같이 그곳을 탈출한다.
  - 거대해진 피카의 펀치 공격을 피하는 동시, 그리즐리 매그넘으로 피카 석상 머리를 부숴버리는데 성공하지만, 그 사이 피카는 사라져버린다.(비김)
- 돈키호테 도플라밍고
  - 도플라밍고의 분신에 공격당한 뒤 무장색 펀치를 맞고 패배. 이후 피카에 의해 성 밖으로 내던져진다.
  - 이후 도플라밍고와의 사투 끝에 킹 콩 건으로 도플라밍고의 신주살을 뚫고 승리.[20](기어 포스를 처음 사용한 전투.)
- 트레볼
  - 로에게 달려드는 찐득찐득 열매 능력자인 트레볼을 그냥 발로 차 버린다.(승리)
  - 도플라밍고 킥에 의해 성 밖으로 나가떨어지는 순간 트레볼에게 붙잡힌다. (패배)
  - 이후 트레볼에게 무장색을 실은 주먹을 날려보지만, 아무 소용없었음.[21]
- 후지토라
  - 자신의 앞을 가로 막은 후지토라에게 무장색을 실은 상태로 고무고무 엘리펀트 건을 날린 후 막상막하로 후지토라랑 싸우는 도중, 하이루딘이 나타나 루피를 강제로 데려가 배에 태워서 싸움이 중지됨. (비김)
- 빌
  - 부글부글 열매 능력자인 빌을 무장색 패기를 입힌 상태에서 고무고무 그리즐리 매그넘으로 날려버림. (승리)
- 프로디 중장
  - 무장색 패기가 실린 대포를 마구날려대는 프로디를 고무고무 이글 바주카로 날려버림. (승리)
- 보남 & 자파
  - 고무고무 Jet 개틀링으로 승리.
- '올헌트' 그런트
  - 고무고무 토르 엘리펀트 건으로 승리.
- 거대 바다 지네 2마리
  - 자신 앞에 나타난 거대 지네 2마리를 고무고무 개틀링과 Jet 스탬프로 쓰러뜨림. (승리)
- 샬롯 브륄레(거울에 비친 루피 모습)
  - 자신의 모습으로 변한 상태로 나타난 브륄레랑 막상막하로 싸우지만, 승부가 나지 않음. (비김)
- 샬롯 크래커
  - 크래커의 비스킷 병사들 때문에 고전하다가 나미의 도움으로 눅눅해진 비스킷 병사들을 모두 먹어치운 뒤 기어 포스-탱크맨으로 변신, 이후, 크래커가 검으로 루피의 배를 찌르지만, 크래커를 배로 빨아들인 상태에서 크래커를 비롯한 비스킷 병사들을 날려버림. (승리)[22]
- 상디
  - 나미와 함께 상디를 만났지만, 발로 루피를 차번린 후에 차갑게 대하면서 결투를 신청한다. 하지만, 거절하자 루피를 일방적으로 두들겨패버린다. (패배)[23]
- 빅 맘 해적단 간부들 및 호미즈 병사들
  - 상디에게 두들겨 맞은 후, 지친 상태에서 갑자기 나타난 빅 맘 해적단과 연이은 대결을 한다. 하지만, 나미가 간부 1명에게 붙잡힌 순간 방심한 사이 간부 2명이 날린 펀치에 의해 패배.
  - 이후, 나미와 함께 붙잡힌 후에 죄수 도서실에 갇히게 된다.
  - 카타쿠리와 결투 후 지친 상태에서 페콤즈에게 업힌 후에, 미러 월드를 빠져나오는 빅 맘 해적단들이 자신과 상디를 공격하지만, 제르마 66에 의해 위기에서 벗어날 수 있었다. (비김)[24]
- 샬롯 카덴차
  - 카덴차 몸에 올라타서 카덴차의 목을 팔로 조여 쓰러뜨림. (승리)
- 샬롯 카발레타
  - 카덴차에 이어 카발레타를 고무고무 호크 라이플로 쓰러뜨림. (승리)
- 샬롯 카운터 & 빅 맘의 호미즈 병사들
  - 배고픔을 참고 마지막 힘을 다해 카운터를 비롯한 호미즈 병사들을 모두 쓰러뜨림. (승리)
- '태양' 프로메테우스
  - 프로메테우스에게 고무고무 Jet 개틀링으로 공격해보지만, 무장색이 안통해 공격이 안먹힘. (비김)
- 샬롯 카타쿠리
  - 브륄레의 미러미러 열매 능력으로 여러 명으로 나눠진 후에 빅 맘에게 몰래 접근해서 공격을 하려는 순간, 견문색 패기로 진짜 루피를 찾아낸 카타쿠리가 무장색을 실린 발로 차버림. (패배)
  - 깨진 카르멜 사진을 들고, 빅 맘에게 접근하려고 했지만, 카타쿠리에게 붙잡힘. (패배)
  - 이후, 미러 월드 안에서 카타쿠리와 싸우지만, 기어4 발동한 후에 싸우는 도중 10분이 지나 기어4가 풀리면서 패기를 쓰질 못해 위기에 처하게 된다. (패배)[25]
  - 루피의 고무고무 킹코브라와 카타쿠리의 '참.절.떡'이 동시에 격돌했지만, 루피의 주먹이 카타쿠리의 복부를 정확하게 가격했고, 카타쿠리의 펀치는 빗나갔다. (승리)[26]
- 샬롯 링링
  - 기어 포스로 변한 상태에서 샬롯 링링과 싸우지만, 샬롯 링링에 압도적인 힘에 못이겨 기어4가 풀리면서 튕겨져 나간다. (패배)
  - 팥죽을 먹고 싶어 이성을 잃은 상태의 빅 맘을 상대로 무장색 패기를 실은 두 손으로 빅 맘의 휘두르는 펀치를 막아보려고 했지만, 빅 맘의 펀치에 효 할아범과 같이 한 방에 나가떨어진다. (패배)
- 샬롯 링링 & 샬롯 페로스페로, 아망드
  - 미러 월드 안에서 카타쿠리에 대결 도중에 10분이 지나 기어4가 풀리면서 패기를 쓸수없게 되자 브륄레를 안고 미러 월드 밖으로 빠져나오는데는 성공하지만, 샬롯 링링, 페로스페로, 아망드의 공격에 의해 위기를 맞지만 간신히 도망칠 수가 있었다. (비김)
- 샬롯 에필레 & 샬롯 몽드
  - 에필레가 쏜 총알들을 고무고무 답례 파이어로 다시 에필레에게 마구 공격을 퍼부었다. (승리) 이후, 몽드가 휘두르는 검의 공격들을 브륄레로 방패 삼아 공격들을 막아낸다. (비김)
- 샬롯 오븐
  - 페콤즈에게 업힌 상태에서 미러 월드 밖으로 나오는 순간에 자신을 비롯한 페콤즈, 브륄레랑 오븐이 휘두른 주먹에 의해 나가떨어진다. (패배)
- 바질 호킨스 & 호킨스 해적단
  - 조로와 같이 호킨스와 호킨스 해적단과 싸우게 된다. 하지만, 호킨스의 짚짚 열매 능력에 의해 고전하는 도중, 코마치요가 자신과 조로를 입에 다 물고 도망치는 바람에 승부는 나지 않음. (비김)[27]
- 시드르
  - 고무고무 엘리펀트 건으로 승리.
- 우라시마
  - 고무고무 거인의 밀어내기로 승리.
- 홀뎀[28]
  - 고무고무 레드 호크로 날려버림. (승리)
- 카이도
  - 기어3에 이어 기어4까지 쓰며, 카이도에게 마구 공격을 퍼푸어보지만, 카이도가 휘두른 방망이 한 방에 나가떨어진다. (패배)[29]
  - 해골 옥상 돔에서 카이도와 대결에서 의식을 잃고 절벽 밑으로 추락한다.(패배)[30]
  - 기어4 스네이크 맨 상태에서 카이도와 3차 대결 도중 CP0가 개입하면서 카이도가 휘두르는 방망이에 맞고 패배.
  - 기어5를 각성하며 부활 고무고무 바즈랑건으로 승리.[31]
- 도봉(하마 smile)
  - 도봉이 자신과 키드를 커다란 하마 입으로 삼키지만, 손쉽게 키드와 함께 도봉을 쓰러뜨림. (승리)
- 다이후고(전갈 smile)
  - 카이도에게 패한 후에, 죄수 채석장에서 다이후고를 발로 차 쓰러뜨림. (승리)
- 바바누키(코끼리 smile)
  - 다이후고를 쓰러뜨리는 데는 성공하지만, 바바누키의 '엘리펀트 재채기'란 기술에 의해 패배.
  - 이후, 바바누키가 자신의 코에 '익사이트 탄'이란 폭탄을 자신의 코에 넣고 '엘리펀트 재채기'로 공격을 하려는 순간, 바바누키의 코끝을 묶어버려 코안을 묶어버림. (승리) 그리하여, 바바누키 코 안에서 폭탄이 터지게 된다.
- 스크래치멘 아푸
  - 아푸의 연속 '싸우는 뮤직'이란 폭발하는 연속 공격에 의해 패배.
- 울티 & 페이지 원
  - 페이지 원은 무장색 패기를 한 채로 고무고무 앨리펀트 건으로 쓰러뜨리는 데 성공하지만 이후, 울티에게 붙잡히는 동시에 기어4를 하려는 동시에 갑자기 나타난 야마토가 '뇌명팔괘'로 울티를 쓰러뜨림. (비김)
- 야마토

- 페이지 원과 울티와의 전투 도중 갑자기 나타난 야마토가 울티를 대신 쓰러뜨린 후 자신을 납치해서 달아나던 중 야마토와 대결하지만, 승부는 나지 않음. (비김)

- 길드 테소로
  - 기어 세컨드 발동 후 테소로랑 싸우지만, 테소로의 골드골드 열매 능력에 붙잡힌 상태에서 두 팔이 황금으로 뒤덮힌 상태로 내동댕이 쳐침.(패배) 이후, 타나카의 통과통과 열매 능력으로 인해 프랑키와 같이 구멍 속으로 떨어짐. (패배)
  - 이후, 기어 포스 발동 후, 테소로를 레오 렉스 바주카로 쓰러뜨림. (승리)

1. 스팬담
  - 자신 앞에 나타난 스팬담을 주먹 한 방에 승리.
2. 더글라스 불릿
  - 자신을 포함한 루키들(보니, 키드, 아푸, 우루지, X 드레이크)과 같이 불릿이랑 싸우지만, 드륵드륵 열매[32]의 능력자인 불릿의 압도적인 힘에 당하고 만다. (패배)

이후, 고무고무 킹 콩 개틀링으로 승리